# Abrothallus
Abrothallus ist die einzige Gattung der einzigen Familie Abrothallaceae der Schlauchpilze, die alleine die Ordnung Abrothallales bilden.

## Merkmale

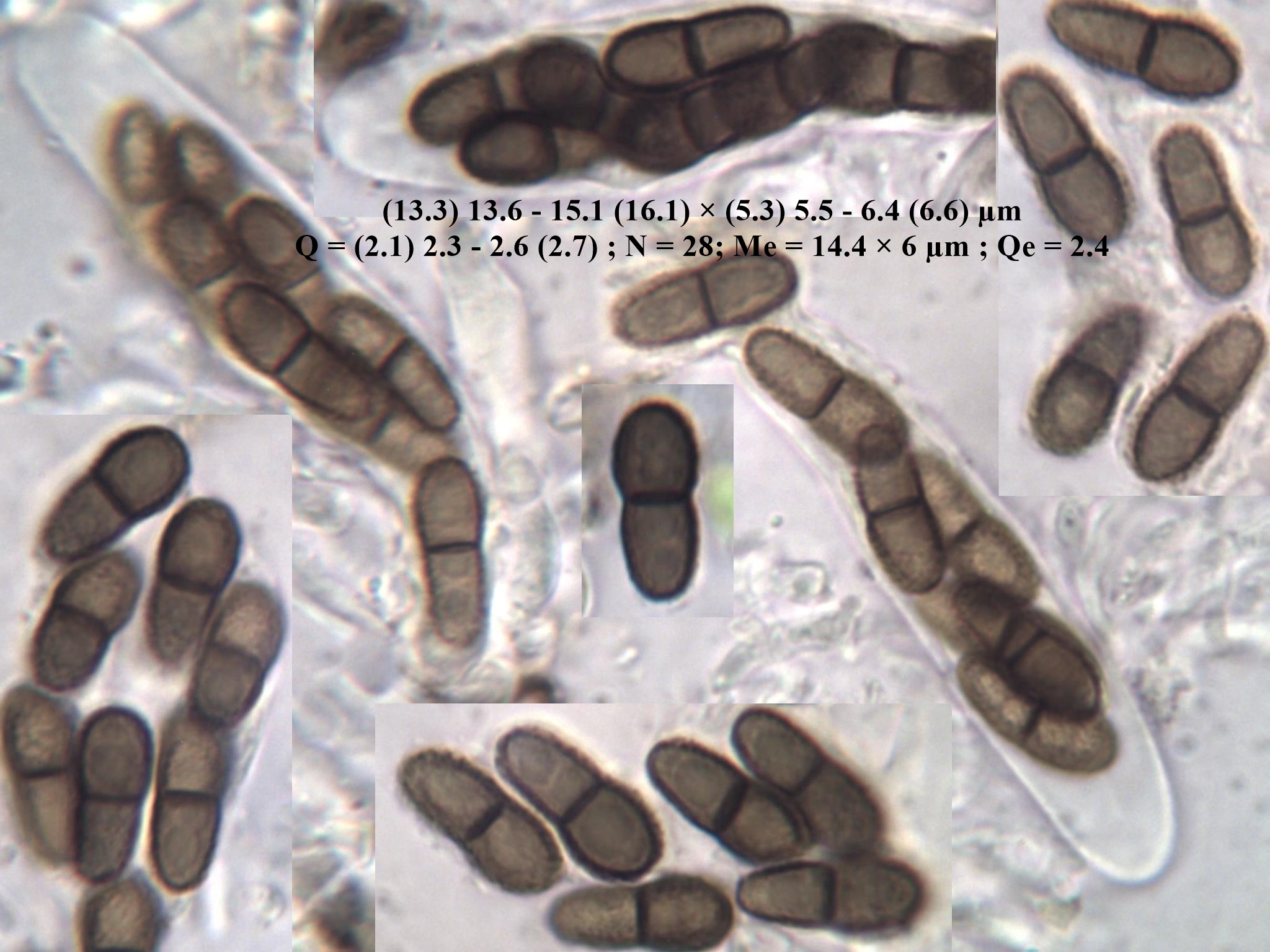
Sporen von Abrothallus parmeliarum

Abrothallus-Arten leben mit ihrem Myzel eingesenkt im Wirtsthallus. somatische Hyphen färben sich mit Jod violett (amyloid) oder nicht. Die Fruchtkörper sind apothezienförmig, die aus dem Wirtscortex hervorragen. Sie sind sitzend oder teilweise eingesenkt, kugelig bis abgeflacht, oft mit einer grünlichen oder gelblichen Rindenstruktur, der Pruina. Das Excipulum ist reduziert und besteht aus kurzen dichotom verzweigten Hyphen. Die oberste Schicht des Apotheciums (Epihymenium) ist braun- oder rotkörnig. Die Körner lösen sich normalerweise in Kalium. Das Hypothecium, das Gewebe direkt unter der Fruchtschicht ist hell- bis dunkelbraun und besteht aus länglichen Zellen, die mit einem braunen Pigment bedeckt sind. Das Hamathecium (das Gewebe zwischen den Schläuchen) besteht aus dickwandigen, ungleich dichotom verzweigten und anastomosierten, und septierten Hyphen (möglicherweise Pseudoparaphysen), manchmal leicht geschwollen am Scheitel. Das Gel der Fruchtschicht färbt sich nicht mit Jod. Die Schläuche sind bitunikat, funktionell fissitunikat (das heißt, der Schlauch fährt teleskopartig aus), breit bis schmal keulig, inamyloid und enthalten vier bis acht Sporen. Bei manchen Arten brechen diese in Teilsporen auseinander noch innerhalb des Schlauches. Die Sporen sind anfangs durchscheinend, später braun, oft warzig, mit ein, zwei oder drei Septen und unsymmetrisch in ihrer Form.
Die Nebenfruchtform ist verbreitet, vom Vouauxiomyces-Typ, mit Pyknidien, schwarz, im Wirtsthallus eingesenkt oder halb eingesenkt mit einer kleinen Öffnung (Ostiolum). Die Wand der Pyknidie besteht aus einer textura angularis, also aus einem Parenchym-ähnlichen Gewebe aus dickwandigen isodiametrischen Zellen. Es sind keine Konidienträger vorhanden. Die konidienbildenden Zellen verbreiten sich durchgehend und belegen die Aushöhlung der Pyknidie. Sie sind ampullen- bis flaschenförmig und glattwandig. Die Konidien sind holoblastisch, keulig bis birnenförmig, durchscheinend, glatt oder sehr leicht stachelig, sie liegen in einem Schleim.

## Lebensweise

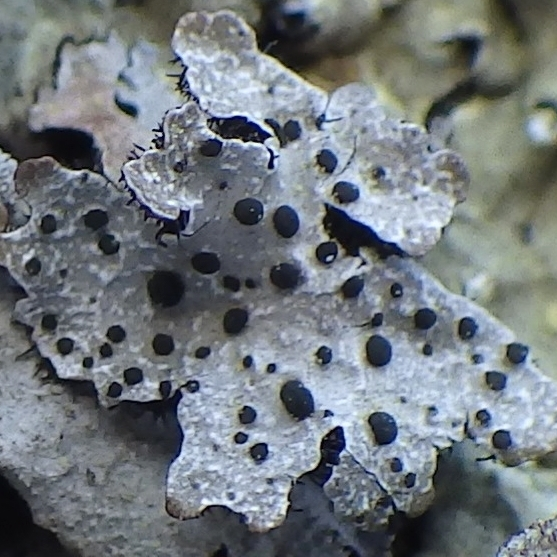
Abrothallus parmeliarum auf Parmelia saxatilis

Abrothallus-Arten leben obligat parasitisch auf Flechten. Als Wirte kommen verschiedenste Vertreter der Strauch- und Blattflechten in Frage, besonders aus den Familien Parmeliaceae und Lobariaceae, aber auch auf Arten der Familien Nephromataceae, Stereocaulaceae, Cladoniaceae, Ramalinaceae und Pannariaceae. Die Gattung ist kosmopolitisch, Vertreter der Gattung wurden auf allen Kontinenten außer der Antarktis gefunden.

## Systematik und Taxonomie
Die Gattung Abrothallus wurde bereits 1845 von Giuseppe De Notaris beschrieben. Lange Zeit war die taxonomische Position unsicher und noch 2010 war die Gattung nur als incertae sedis innerhalb der Schlauchpilze. 2014 beschrieben Sergio Pérez-Ortega und Ave Suija die monotypische Ordnung Abrothallales  mit der einzigen Familie Abrothallaceae und deren einziger Gattung Abrothallus. Sie bilden eine Ordnung mit unsicherer Stellung innerhalb der Dothideomycetes.
Zurzeit (Stand Mai 2018) zählen folgende Arten zur Gattung:
- Abrothallus acetabuli
- Abrothallus bertianus
- Abrothallus boomii
- Abrothallus brattii
- Abrothallus bryoriarum
- Abrothallus buellianus
- Abrothallus caerulescens
- Abrothallus canariensis
- Abrothallus cetrariae
- Abrothallus cladoniae
- Abrothallus curreyi
- Abrothallus doliiformis
- Abrothallus eriodermae
- Abrothallus ertzii
- Abrothallus etayoi
- Abrothallus granulatae
- Abrothallus halei
- Abrothallus heterodermiicola
- Abrothallus hypotrachynae
- Abrothallus kamchatica
- Abrothallus lepidophilus
- Abrothallus macrosporus
- Abrothallus maieri
- Abrothallus microspermus
- Abrothallus nephromatis
- Abrothallus niger
- Abrothallus parmeliarum
- Abrothallus parmotrematis
- Abrothallus peyritschii
- Abrothallus pezizicola
- Abrothallus placophyllus
- Abrothallus prodiens
- Abrothallus protothallinus
- Abrothallus puntilloi
- Abrothallus quercinus
- Abrothallus ramalinae
- Abrothallus ricasolii
- Abrothallus secedens
- Abrothallus stereocaulorum
- Abrothallus stictarum
- Abrothallus stroblii
- Abrothallus suecicus
- Abrothallus teloschistis
- Abrothallus tulasnei
- Abrothallus urceolariae
- Abrothallus usneae
- Abrothallus viduus
- Abrothallus welwitschii